# サガオニグモ

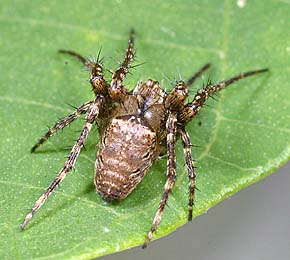
雄成体

サガオニグモ Eriophora astridae (Strand, 1917) は、カタハリオニグモ属のクモ。縦長な腹部の両前端が強く角張る。

## 特徴
体長は雌で6-10mm、雄では4.5-5mm。背甲は明褐色だが、頭部はより色濃くて暗褐色。腹部は縦長で後方は鈍く尖り、前方は幅広く終わるが、この両肩に当たる部分がはっきりと張り出して突起状になっている。腹部背面は褐色系で黒、暗褐色、白の入り交じった複雑な斑紋がある。雌の腹部腹面中央にある外雌器では、垂体が非常に長くて外雌器全体の2倍以上になる。ただし、これは成体では外れてしまっている例が多く、交接時に取れるのではないかとされている。
雄は全体に雌に似て、全てが小作りで華奢である。

## 分布と生息環境
日本では本州、四国、九州と伊豆諸島、奄美諸島、八重山諸島から知られる。国外では台湾、中国、韓国から知られている。里山から山地まで見られ、樹林や林縁などに見られる。

## 生態など
成体が見られるのは4月から7月と、春のうちから出現し、同属のカラフトオニグモと共に早く出現するオニグモ類である。樹間などに直径20cm程度の正常円網を垂直に張る。クモは網の中心に頭を下にして定位する。必ずではないが、隠れ帯を着ける個体も少なくない。

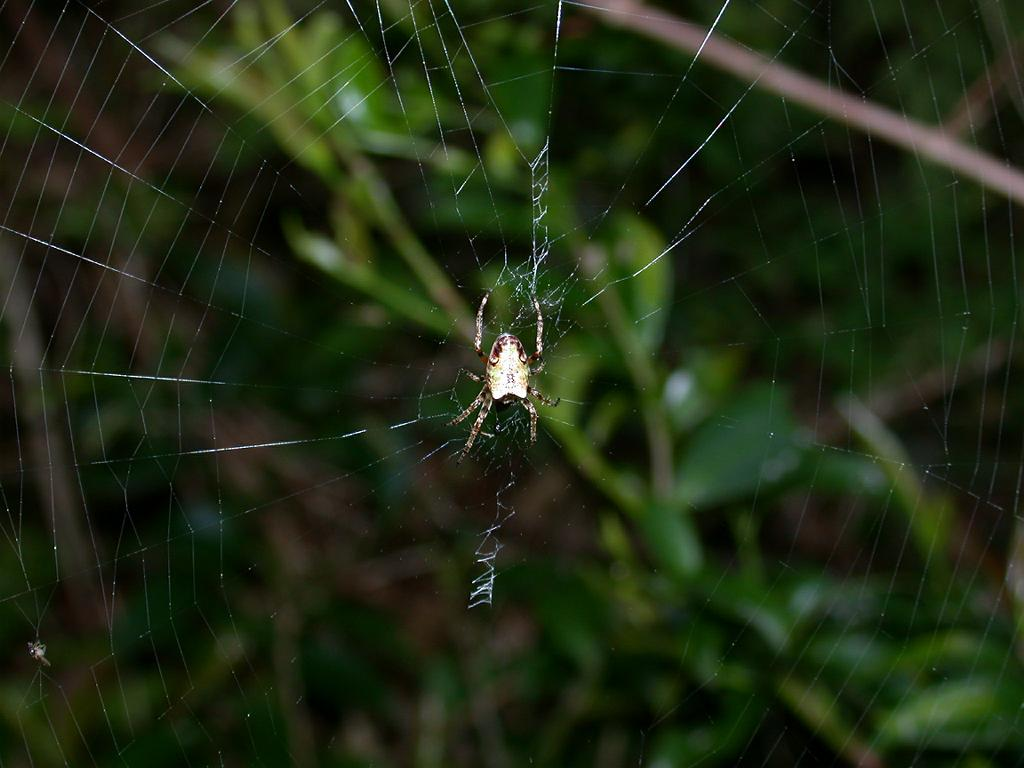
網に止まっている雌

## 類似種など
本属のものは日本に4種あり、いずれもよく似ている。その内でヤンバルオニグモ E. yanbaruensis は奄美と沖縄諸島に分布、キンカタハリオニグモ E. aurea は北海道と本州では高地に見られる。これに対し、カラフトオニグモ E. sachalinensis は北海道から九州までに広く分布し、本種の分布域と広く重複する。
そんな中、本種は腹部前端が左右に強く尖る点が独特で、大抵はこれで区別できる。また、雌では垂体が他種より遙かに長いことなど、性器の構造で雌雄とも明確に区別できる。